# Julie Weber von Webenau

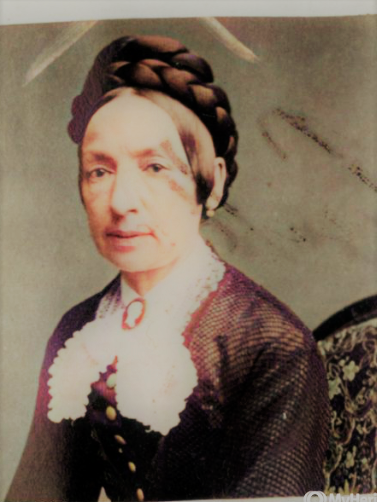
Julie Weber von Webenau (1887)

Julia Antonia Ludofika Weber, Edle von Webenau, geborene Baroni von Cavalcabò (auch Julia von Webenau, Julia Baroni von Cavalcabò), später verheiratete de Britto (* 16. Oktober 1813 in Lemberg, Kaisertum Österreich; † 2. Juli 1887 in Graz) war eine österreichische Pianistin und Komponistin.

## Leben

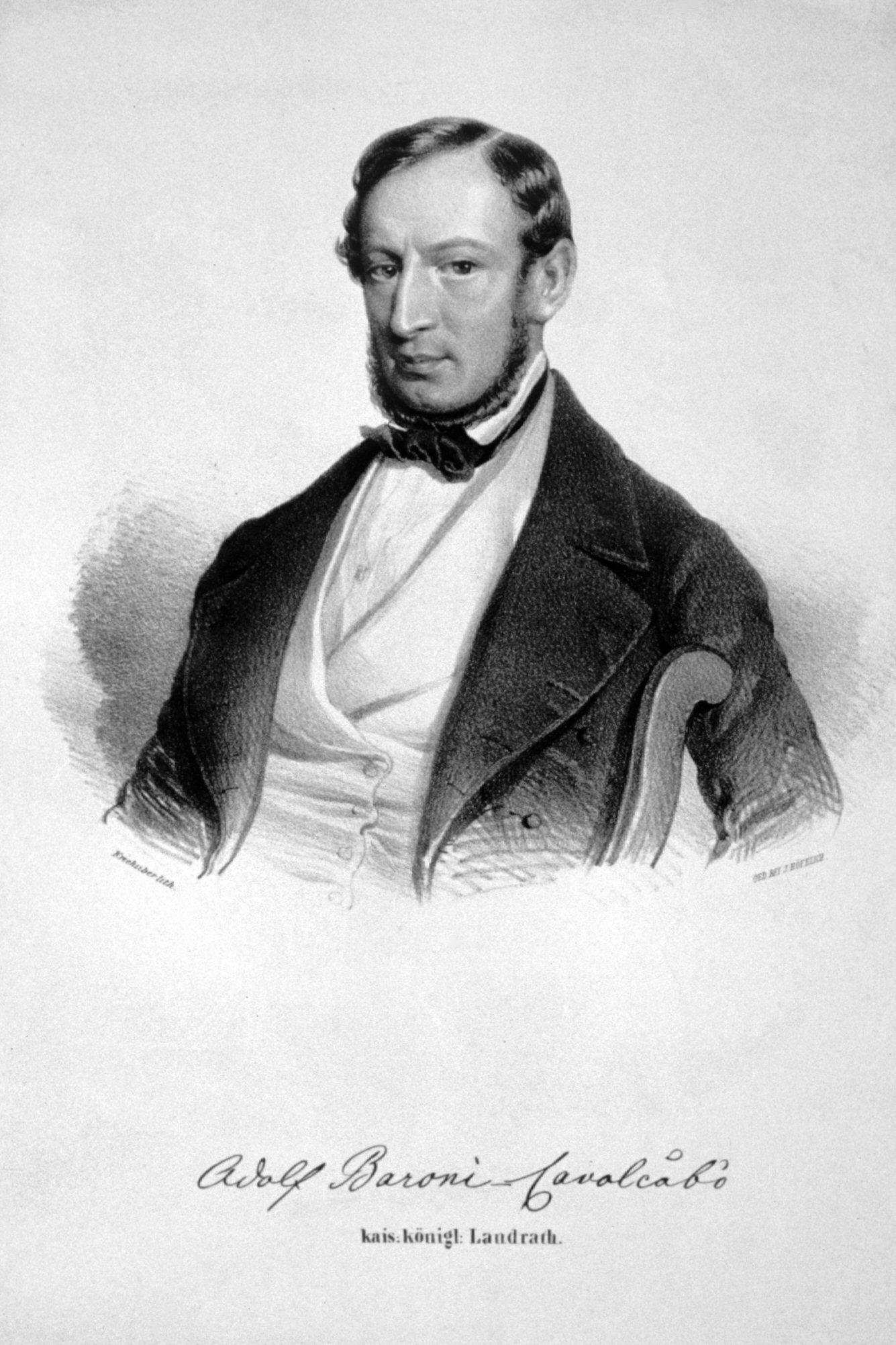
Adolf Baroni-Cavalcabò, Lithographie von Joseph Kriehuber

Julie war eine Tochter des Hauptregierungsratsmitgliedes Ludwig Cajetan Baroni-Cavalcabò (1765–1847) und der dilettierenden Sängerin Josephine Baroni-Cavalcabò (1788–1860). Sie hatte eine Schwester Laura, verheiratete Pawlikowska (1810–1892). In Lemberg war sie Schülerin von Mozarts Sohn Franz Xaver Wolfgang Mozart. Ihre Mutter Josephine Baroni-Cavalcabò wurde dessen Geliebte und Alleinerbin. Daneben hatte sie einen Bruder, Adolf Baroni-Cavalcabò (1809–1847).
Robert Schumann widmete Julie 1839 seine Humoreske op. 20. Er hatte sie bereits 1835 in Leipzig kennengelernt und in Wien die Bekanntschaft erneuert. Ursprünglich hatte er ihr die Arabeske op. 18 widmen wollen. Am 13. März 1839 schrieb er darüber an seine Braut Clara Wieck: „Die ‚Arabeske‘ hat die Webenau, das ‚Blumenstück‘ die Serre bekommen, die ‚Humoreske‘ – Niemand; sonderbar, ich denke mir auch bei meinen Dedicationen etwas, die doch immer mit der Entstehung einen Zusammenhang haben soll, und konnte Niemanden dazu finden, die Welt versteht aber die Feinheit schwerlich.“
Julie von Webenau widmete Schumann ihrerseits die Komposition L’Adieu et le Retour. Morceaux de Fantaisie pour Pianoforte op. 25, die im März 1840 im Leipziger Verlag Kistner erschien. Laut einer Rezension Schumanns in seiner Neuen Zeitschrift für Musik von 1836/37 ließen sich die Namen aller Komponistinnen bequem auf ein „Rosenblatt“ schreiben. Das hatte zu tun mit der gesellschaftlichen Ächtung der künstlerisch kreativen Frau und ihrer Geschlechterrolle überhaupt.

## Familie

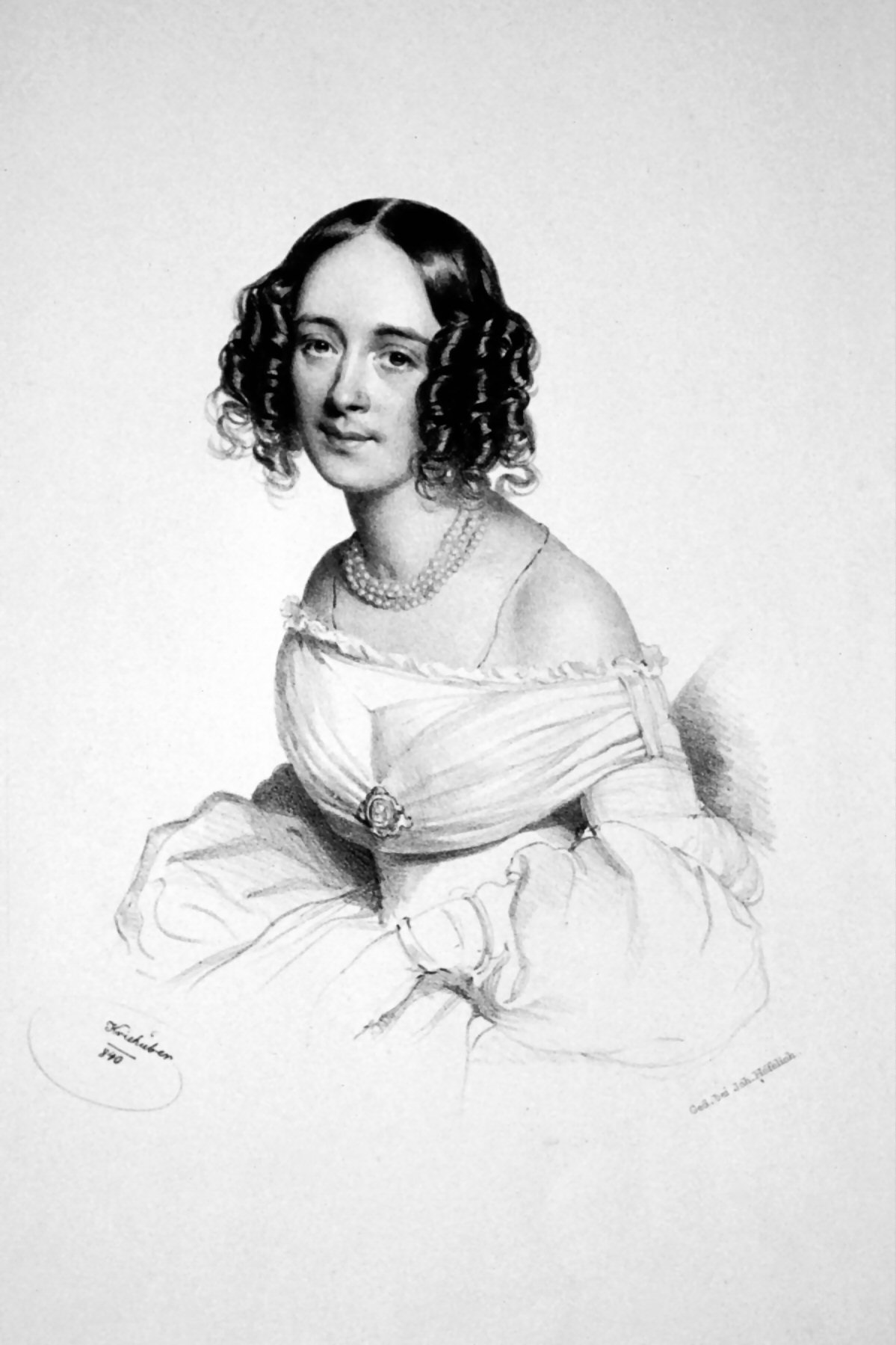
Laura Pawlikowska geb. Baroni-Cavalcabò, Lithographie von Joseph Kriehuber

Am 29. März 1838 heiratete sie in Lemberg den Juristen Wilhelm Weber Edler von Webenau (1796–1841), Appellationsrat und Mitglied der Gesetzgebungs-Hofcommission in Wien, mit dem sie noch im selben Jahr nach Wien zog. Ihr Sohn war der k.u.k. Botschaftsrat in Constantinopel Arthur Weber Edler von Webenau. Bereits am 16. August 1841 starb ihr Ehemann.
Am 14. Juli 1842 heiratete sie in zweiter Ehe den brasilianischen Legations-Sekretär Dr. Johann Alois Ritter von Britto im Stephansdom in Wien. Das Ehepaar bekam zwei Töchter, Maria Josefina Edle von Britto (geb. 1822) und einen Sohn, Hugo Ritter von Britto (geb. 2. März 1843 in Wien). Im Jahr 1877 starb ihr zweiter Ehemann und Julie lebte bis zu ihrem Tod bei ihrer Schwester Laura Pawlikowska.
Laura Pawlikowska, geb. Gräfin Baroni-Cavalcabò (1810–1892), war die Frau des Kunstsammlers Johann Gualbert Ritter von Pawlikowsky (1792–1852).
Ihre Enkelin war die Komponistin Vilma von Webenau.

## Werke
- op. 1 – Variation für Klavier (Mai 1830)
- op. 2 – Caprice für Klavier Nr. 1
- op. 3 – Klaviersonate Es-Dur, erschienen bei Breitkopf & Härtel, Leipzig, 1830
- op. 4 – Fantasie c-moll für Klavier
- op. 5 – Introduction et Rondeau für Klavier (Dezember 1830)
- op. 6 – Die Grabesrose für Bass, Bariton oder Alt („Du Grabesrose wurzelst wohl“), Gedicht von Anastasius Grün aus den Blättern der Liebe (November 1837)
- op. 8 – Allegro di Bravura für Klavier (Juli 1834)
- op. 9 – Lebe wohl!, Gedicht von Heinrich Heine („Schöne Wiege meiner Leiden“), gewidmet der Sängerin Francilla Pixis (Dezember 1836)
- op. 10 – Drei deutsche Lieder, erschienen bei Friedrich Hofmeister, Leipzig 1836

Der Bleicherin Nachtlied („Wellen blinkten durch die Nacht“) von Robert Reinick
Die Elfenkönigin („Was unterm Monde gleicht uns Elfen“) von Friedrich von Matthisson
Widerhall („Auf ewig Dein!“) von Friedrich von Matthisson
- op. 11 – Der Ungenannten, Gedicht von Johann Ludwig Uhland („Auf eines Berges Gipfel“) (Mai 1838)
- op. 12 – Capriccio Nr. 2 A-Dur für Klavier, gewidmet Sigismund Thalberg (Februar 1837)
- op. 13 – Reiterlied für Bass oder Bariton („Wir streifen durchs Leben“) (Mai 1837)
- op. 15 – Zwist und Sühne, Duett für Sopran und Bass („Schnür’ Dein Bündel denn zum Wandern“), Text von Karl Simrock (November 1837)
- op. 16 – Il rimprovero, Lied in as-Moll, Text von Iacopo Vittorelli, Selbstverlag, o. D.
- op. 17 – Es segelt sanft auf Silberwogen, Text von Anastasius Grün (aus den Blättern der Liebe) (November 1838)
- op. 18 – Caprice für Klavier Nr. 3 (Februar 1838), erschienen bei Pietro Mechetti quondam Carlo, Wien 1838
- op. 19 – Fantasie e-Moll für Klavier, erschienen bei Artaria, Wien 1838
- op. 20 – Abschied vom Liebchen. Gedicht von Ludwig Bechstein. In Musik gesetzt für eine Singstimme mit Begleitung des Piano-Forte. (Wien: Diabelli)
- op. 21 – Der Jüngling und die Nymphe („Sinnend stand er da, am Sprudel“) (April 1838)
- op. 22 – Warum?, Lied in Des-Dur, Text von Ludwig Bechstein („Du fragst, warum nur Klagen“), erschienen bei Anton Diabelli, Wien 1838
- op. 23 – Dein Bild, Text von Franz Freiherr von Dingelstedt, Wien 1839
- op. 24 – An die Schwalben (August 1842)

Luftige Gesellen
Im Walde lag ich
- op. 25 – L’Adieu et le Retour. Morceaux de Fantaisie pour Pianoforte, gewidmet Robert Schumann (März 1840)
- op. 26 – Au Bord du Lac, Morceau de Salon (Mai 1843)
- op. 27 – Nocturne (Oktober 1843)
- op. 28 – Morceaux de Salon (September 1844)
- op. 29 – Barcarole. Voghiam! che stuffa il vento. Frisch auf! Die Winde heulen. Gedicht von C. Foldi. In Musik gesetzt für eine Singstimme mit Begleitung des Piano. (Wien: Diabelli)
- op. 30 – Zwei Lieder, erschienen bei A.O. Witzendorf, Wien, o. D.

Der Bescheidene, Text von Hermann Kletke
Treue Liebe, Textdichter anonymisiert ("N. B…n")
- Schäfers Klagelied, Gedicht von Johann Wolfgang von Goethe, Wien 1829
- La Chasse
- Eigne Bahn (August 1840)
- Frag den Mond, Zyklus von vier Liedern Julie von Webenaus (Warum?, Eigne Bahn, Der Bescheidene, Der Bleicherin Nachtlied), orchestriert von Katharina Blassnigg, Monika Ciernia, Philipp Hribernig und Stefano Penzo (UA Wien 2013 durch das Akademische Symphonie Orchester der Wirtschaftsuniversität, Lt. George Jackson).